# Zitha vidualis
Zitha vidualis är en fjärilsart som beskrevs av Pierre Chrétien 1911. Zitha vidualis ingår i släktet Zitha och familjen mott. Inga underarter finns listade i Catalogue of Life.

## Bildgalleri

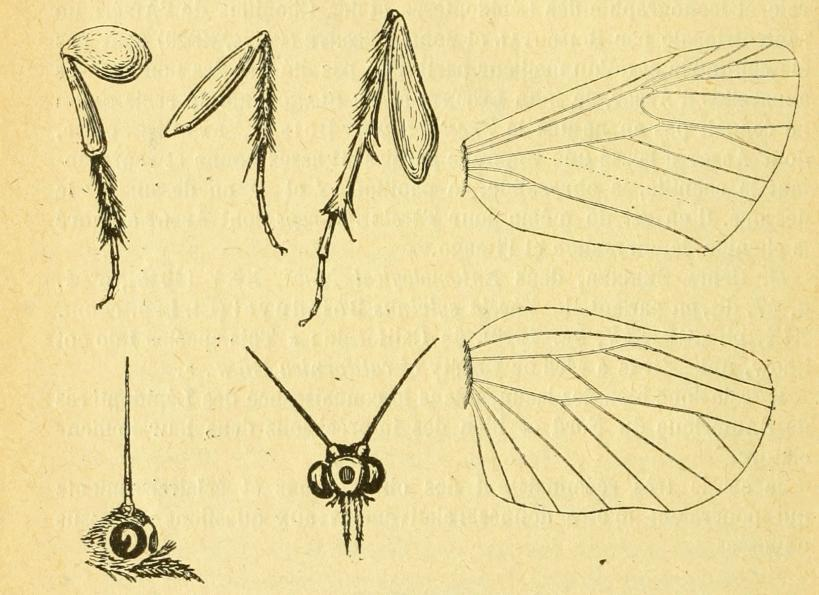